# بوغوس نوبار
بوغوس نوبار (ارمنی: Պօղոս Նուպար؛ ۲ اکتبر ۱۸۵۱ – ۲۵ ژوئن ۱۹۳۰) اهالی کسب‌وکار، سیاستمدار، و دیپلمات اهل امپراتوری عثمانی بود. او فرزند نوبار پاشا است.